# Gustav Lindberg
Gustav Adolf Lindberg, född 6 november 1896 i Vansö församling i Södermanlands län, död 20 juli 1976 i Hägerstens församling i Stockholm, var en svensk lärare, skolledare och författare.
Gustav Lindberg var son till kyrkoherde Per Lindberg och Milda Forsell. Efter studentexamen i Sundsvall 1914 läste han i Uppsala, där han blev filosofie kandidat 1915 och teologie kandidat 1925. Han var extra ordinarie ämneslärare i kommunala mellanskolan i Hedemora 1921, extra ordinarie lektor vid kommunala gymnasiet i Söderhamn 1927, vikarierande adjunkt vid högre allmänna läroverket i Uddevalla 1930, adjunkt vid Umeå högre allmänna läroverk 1930. Han verkade vid högre realläroverket å Norrmalm i Stockholm från 1937 och var rektor vid högre allmänna läroverket i Brännkyrka från 1948.
Han var ledamot av 1946 års skolkommissions rådgivande expertkommitté och kursplaneringsdelegerad. Han ordförande i Västerbottens distrikt av ABF 1933–1937. Lindberg var engagerad i Läroverkslärarnas riksförbund, först som sekreterare 1946–1947 och sedan som ordförande 1948–1950.
Han gav ut ett flertal böcker, bland annat Fragment (1922), Skrattet och människan (1941) och Kristen agnosticism (1945). Han var riddare av Vasaorden.
Gustav Lindberg gifte sig första gången 1922 med Ingeborg Igel (1899–1931), dotter till lantbrukaren J.A. Igel och Charlotta Löwenberg. Andra gången var han gift 1933–1956 med filosofie magister Gertrud Nyman (1906–1997), dotter till rektor Nils Nyman och Tekla Bergqvist. De fick barnen Ulla Sjöström (född 1934) och Ingemar Lindberg (född 1938). Tredje gången var han från 1956 gift med docenten Ebba Lindberg (1918–2006). De fick en son: poeten Per Lindberg (född 1957).